# Jagdfliegerführer 5
A Jagdfliegerführer 5 (Jafü 5) foi formada em 6 de setembro de 1943 em Bernay a partir da Jagdfliegerführer 3, subordinada à 5. Jagd-Division. A sede estava localizada em Bernay, na França. A unidade foi dissolvida no dia 1 de julho de 1944.

## Oficiais comandantes

### Fliegerführer
- Oberst Gordon Gollob, setembro de 1943 - maio de 1944[2]
- desconhecido